# David Berbotto
David Berbotto (* 7. Juli 1980 in Alba, Piemont) ist ein italienischer Schwimmer.

## Werdegang
Er schwimmt vor allem mittlere und längere Freistilstrecken, deswegen ist er oft für Italien in den Staffeln im Einsatz. Berbotto wohnt in seiner Geburtsstadt Alba.
Sein bisher größter Erfolg ist der Gewinn der Goldmedaille über 4 × 200 m Freistil bei den Schwimmeuropameisterschaften 2006 in Budapest. Er unterbot mit seinen Kollegen bei dieser Entscheidung den fünf Jahre alten Europarekord einer anderen italienischen Staffel um 1,26 Sekunden.

## Rekorde
| Europarekorde (1)                                     | Europarekorde (1) | Europarekorde (1) | Europarekorde (1) |
| ----------------------------------------------------- | ----------------- | ----------------- | ----------------- |
| 4 × 200 m Freistil (mit Rosolino, Cassio und Magnini) | 07:09,60 min      | 5. August 2006    | Budapest          |
| (Stand: 30. Juli 2008)                                |                   |                   |                   |